# Монно
Монно (итал. Monno) — коммуна в Италии, в провинции Брешиа области Ломбардия.
Население составляет 569 человек (2008 г.), плотность населения составляет 19 чел./км². Занимает площадь 30 км². Почтовый индекс — 25040. Телефонный код — 0364.
Покровителями коммуны почитаются святые апостолы Пётр и Павел, празднование 29 июня.

## Демография
Динамика населения:

## Администрация коммуны
- Официальный сайт: http://www.comune.monno.bs.it/